# جمهوری فلورانس
جمهوری فلورانس (به ایتالیایی: Repubblica Fiorentina) دولت شهری بود که مرکز آن شهر فلورانس واقع در استان توسکانی ایتالیای کنونی بود.
این جمهوری در سال ۱۱۱۵ در زمانی که مردمی که در فلورانس حضور داشتند برضد مارک توسکانی (به ایتالیایی: Marca di Tuscia) پس از مرگ ماتیلدای توسکانی شورش کردند، پایه‌گذاری شد. فلورانسی‌ها کمونه را در کاخ ماتیلدا بنا نهادند. جمهوری توسط شورایی موسوم به سینیوریه اداره می‌شد. این شورا هر دو ماه یک بار توسط فلورانسی‌ها انتخاب می‌شد.
در سده‌های ۱۴ و ۱۵ میلادی جمهوری فلورانس از مراکز بانکداری اروپا و خاستگاه نوزایی بود. چهره‌های برجسته ادبی و هنری متعددی در این جمهوری ظهور کردند نظیر دانته آلیگیری، فرانچسکو پترارک و لئوناردو دا وینچی.

## سده دوازدهم و سیزدهم
جمهوری فلورانس در سده‌های دوزادهم و سیزدهم به تدریج قوی‌تر و پرجمعیت‌تر شد. اما صلح و آرامشی که در صد سال نخست ایجاد جمهوری برقرار بود، در سال ۱۲۱۶ با بروز جنگ بین دسته اشرافی ها (گیبلین‌ها) و توده گرایان (گوئلف‌ها) برهم خورد. در حالی که در نیمهٔ نخست سدهٔ سیزدهم قدرت بیشتر در اختیار گیبلین‌ها بود، در ابتدای نیمه دوم گوئلف‌ها آن را تصاحب کردند. این گروه در راستای سیاست تجاری خود، از سال ۱۲۵۲ سکه فلورین را ضرب کردند که در تمام اروپا و خاور نزدیک رواج یافت. اما آنها در سال ۱۲۶۰ در نبرد مونتاپرتی از گوبلین‌ها شکست خوردند و قدرت را از دست داند و گوبلین‌ها بسیاری از اقدامات گوئلف‌ها را از بین بردند. به هر حال اقتصاد جمهوری فلورانس در نیمه دوم سده سیزدهم به اوج خود رسید و طبقه تجاری شکل گرفت و بانکداری قدرت گرفت.
از دهه آخر سده سیزدهم فلورانس به جایگاه مرکز بانکداری اروپا بدل شد و در نتیجه در سده چهاردهم فلورین تبدیل به پول رایج اروپای غربی شد. در سده چهاردهم نبرد و رقابت خصمانه گوئلف‌ها و گوبلین‌ها ادامه یافت و به علت رکود اقتصادی در اروپا، بانکداران در ۱۳۴۰ ورشکست شدند. اما در همین سده ادبیات فلورانس اوج گرفت و دانته، فرانچسکو پترارک و جووانی بوکاچیو ظهور کردند. آنها لهجه توسکانی را که بعداً تبدیل به زبان ایتالیایی رایج شد در آثار خود مورد استفاده قرار دادند.